# Kapogea cyrtophoroides
Kapogea cyrtophoroides là một loài nhện trong họ Araneidae.
Loài này thuộc chi Kapogea. Kapogea cyrtophoroides được Frederick Octavius Pickard-Cambridge miêu tả năm 1904.